# Ophioplus
Ophioplus is een geslacht van slangsterren uit de familie Hemieuryalidae.

## Soorten
- Ophioplus tuberculosus (Lyman, 1883)